# Monastir (Sardinien)
Monastir ist eine italienische Gemeinde (comune) mit 4718 Einwohnern (Stand 31. Dezember 2023) in der Metropolitanstadt Cagliari auf Sardinien. Die Gemeinde liegt etwa 19,5 Kilometer nordnordwestlich von Cagliari.

## Verkehr
Monastir ist Kreuzungspunkt der Strada Statale 131 Carlo Felice mit der Strada Statale 128 Centrale Sarda, der Strada Statale 466 di Sibiola sowie der Strada Statale 130dir Inglesiente.

## Sehenswürdigkeiten

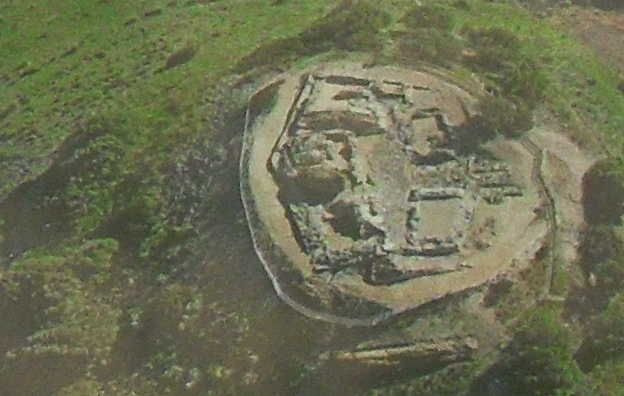
Burgruine Castello Baratuli

Südöstlich der Gemeinde befindet sich die Ruinen der ehemals gut befestigten Höhenburg Castello di Baratuli (auch: Castello di Monte Oladiri).